# Jozerand
Jozerand är en kommun i departementet Puy-de-Dôme i regionen Auvergne-Rhône-Alpes i centrala Frankrike. Kommunen ligger i kantonen Combronde som tillhör arrondissementet Riom. År 2022 hade Jozerand 564 invånare.

## Befolkningsutveckling
Antalet invånare i kommunen Jozerand
| Referens: INSEE |